# Kızlarsekisi
Kızlarsekisi ist ein Ortsteil (Mahalle) im Landkreis Kozan der türkischen Provinz Adana mit 276 Einwohnern (Stand: Ende 2024). Im Jahr 2011 zählte der Ort 305 Einwohner.